# 修善院
長教山 修善院（ちょうきょうざん　しゅうぜんいん）は、佐賀県小城市三日月町久米にある日蓮宗の仏教寺院。もともとは本福寺修善院と称した。肥前国小城郡主であった千葉氏や、千葉氏の連枝を称し、後に佐賀藩主鍋島氏の外戚・重臣となる石井氏の帰依を受けた。旧本山は中山法華経寺。親師法縁。寺宝としては、浄行院日祐上人の手紙・釈尊像・身延山久遠寺第73世新居日薩上人の本尊等がある。

## 歴史
延文年間、千葉胤貞の子智観坊日貞聖人（光勝寺二世）が開基した。
後に、衰退したが、江戸時代初期の寛永3年（1626年）、佐賀藩祖鍋島直茂の正室陽泰院が、父石井常延（日教）、母蓮華院（日長）の追善供養のため、当山を平井村矢作屋敷（現在地）に移転再興し、山号を両親の法名から一字ずつとり長教山修善院と名付けた。
陽泰院の生家石井氏は、古くから千葉氏の戚臣であり、当山を開創した日貞は、陽泰院の高祖父の父石井忠國の従祖伯父にあたるため、とくに小城郡にある当山を庇護したものと思われる。
また、石井氏が永享元年（1429年）に知行地の佐嘉郡飯盛村に常照院を建立する前の同氏菩提寺であった可能性も考えられる。
陽泰院の再興以来、廃藩に至るまで、鍋島氏の保護を受けた。
第32世野口行進（日秀）により堂宇の改築を行い、昭和54年、第34世大平智塋の代に現在の本堂・納骨堂・鬼子母神堂等が新築されて寺観一新となった。現在は、「平井の鬼子母神様」のお寺として有名である。九州で唯一達磨祈願をしている。

## 歴代
開山：日貞　二世：日朝　三世：日源　四世：日範　五世：日衛　六世：日東　七世：日光　八世：日住　九世：日義　十世：日継 
十一世：日隆　十二世：日安　十三世：日純　十四世：日体　十五世：日運　十六世：日行　十七世：日元　十八世：日瑞　十九世：日達　二十世：日観 
二十一世：日境　二十二世：日導　二十三世：日妥　二十四世：日宏　二十五世：日淳　二十六世：日勇　二十七世：日周　二十八世：日山　二十九世：日昌　三十世：日済 
三十一世：貫名英勇（日道）　三十二世：大樹院日秀（野口行進）　三十三世：大平智覺（日光）　三十四・三十六世：大平智瑩（日憲）　三十五世：大平智円（日優）　三十七世：大平明定　三十八世：大平純士　

## 旧末寺
日蓮宗は昭和16年に本末を解体したため、現在では、旧本山、旧末寺と呼びならわしている。
- 諸富山親立寺（小城市小城町）
- 福寶山常満寺（小城市小城町）
- 長照山延命寺（小城市小城町松尾）
- 北浦山延福寺（小城市小城町松尾）
- 武久山妙暹寺（小城市三日月町長神田）
- 増長山常圓寺（小城市三日月町長神田）
- 長妙山圓教寺（小城市三日月町高田）
- 天龍山泰平寺（小城市三日月町久米）
- 泰藤山妙顕寺（小城市三日月町樋口）
- 妙覺山福正寺（杵島郡江北町惣領分上惣）
- 福岡山蓮成寺（佐賀市鍋島）

## 交通
- JR唐津線小城駅より徒歩10分